# Knetgummi
Knetgummi er et blødt viskelæder, som ikke smuldrer, men opsuger grafit og papirstøv under brug. Det er især velegnet til brug sammen med bløde blyanter og ved kultegning.

## Navnet
Sprogligt betyder knet-gummi – gummi, som kan æltes.
- Wikimedia Commons har flere filer relateret til Viskelædere